# Zamkovszky István
Zamkovszky István (Lőcse, 1907. december 25. – Selmecbánya, 1961. május 15.) magyar hegymászó, hegyivezető és fotós volt, a Magas-Tátra egyik legismertebb pihenője és vendégháza, a Zamkovszky-menedékház építője, számos tátrai hegymászó útvonal első bejárója.
Több éven át hordárként dolgozott a Téry-menedékházban és a Hosszú-tavi menedékházban, és ekkor kezdett el hegymászással is foglalkozni. 1936 és 1942 között ő volt a Téry-menedékház gondnoka, Kacián Jánossal együtt. 1934-ben lett hivatásos hegyivezető.

## Pályája

### Hordár, hegymászó, hegyivezető
A lengyel Motyka Stanisław és Sawicki Jan társaságában mászott meg új utakat. Sok magyar, lengyel, cseh és szlovák hegymászóval mászott együtt, például Brüll Zoltán, Chwaściński Bolesław, Dąbrowski Zdisław, Stanisławski Wiesław. 
Hegymászással hordári munkája mellett kezdett foglalkozni. Az 1927–1938 években az egyik legjobb és legaktívabb hegymászó volt. Sok új utat mászott meg.
A két világháború közt a Tátra közismert személyiségévé vált, aki több nemzet tagjaival is anyanyelvükön beszélt, köztük a lengyelekkel. Új útjai leírását a Taternikba lengyelül írta meg, de Brüll Zoltánhoz hasonlóan magyarnak vallotta magát és a lengyelek is „Pityunak” szólították.

### A világháborúban
A második világháború idején tátrai felkelők családjait és zsidókat bújtatott. Segítséget nyújtott lengyel menekülteknek és futároknak.

### A menedékház
Saját maga, feleségével, Ludmilával együtt, nagy munkával 1942-ben a Kis-Tarpataki-völgyben, menedékházat épített, 1475 méteres tengerszint feletti magasságban, csaknem a felső erdőhatáron. A házat, amely sajátja volt, 1948-ig vezette, de ekkor a csehszlovák állam elkobozta és átnevezték Nálepka százados menedékháznak. (Ma már újra Zamkovszky-menedékház, de a házban semmi utalás nincs rá, hogy magyar volt és nevét is „Stefannak” írják.)
1942-ben a Kis-Tarpataki-völgyben az erdő felső határán nagy erőfeszítéssel egy privát menedékházat épített és 1942–1948 között vezette. A ház neve Zamkovszky-menedékház volt. 1948-ban a menedékházát elkobozták és Nálepka százados menedékháznak nevezték át. Két évig még hagyták, hogy gondnokként vezesse a sokkal lejjebb fekvő Guhr-menedékházat, amit akkorra már Bilík-menedékháznak neveztek. Akkor azonban kapitalistának nyilvánították és még a Tátrából is kitiltották. Selmecbányára költözött is ott is halt meg.

## Néhány út, melyeket először ő mászott meg
- A Zamarla-torony délkeleti fala a Puszta-völgyecskéből

(Glatz R., Hudyma V., Motyka S. és Zamkovszky I., 1935. szeptember 19.),
- A Hátsó-Bástya keleti fala a Menguszfalvi-völgyből, a fal jobb pillérén

(Dąbrowski Z. és Zamkovszky I., 1934. július 3.),
- A Hegyes-torony délnyugati fala a Nagy-Tarpataki-völgyből

(Brüll Z., Motyka S., Sawicki J. és Zamkovszky I., 1932. július 14.),
- A Bibircs délkeleti fala a Blásy-völgyből, a fal bal oldalán egyenesen a csúcsra

(Sawicki J. és Zamkovszky I., 1932. augusztus 27.)
- A Liptói-torony délkeleti fala

(Brüll Z. és Zamkovszky I., 1934. VI. 26.)
- A Vörös-torony nyugati fala a Nagy-Tarpataki-völgyből
- A Lomnici-csúcs nyugati fala, a Birkenmajer út változata

(Motyka S., Brüll Z., Sawicki J. és Zamkovszky I., 1932. augusztus 26.)
- Az Osztra-torony keleti pillére a Furkota-völgyből

(Brüll Z., Materny K. és Zamkovszky I., 1933. július 24.)
- A Hátsó-Barát délkeleti fal a Hátsó-Barát-csorbából

(Donáth R., Kürti K., Motyka S. és Zamkovszky I., 1934. augusztus 9.)
- Keleti-Villa-csúcs, déli pillér a Sírkertből

(Brüll Z., Hudyma V., Motyka S., és Zamkovszky I., 1936. július 12.)
- Az első téli gerincvándorlás a Hegyes-toronytól a Vörös-padig,
- A Lomnici-csúcs első téli megmászása a Német-létrán és Réz-padokon.

## Emlékezete
A Hegyi Mentő Szolgálattól a Hegyi Mentő Szolgálat I. osztályú hegyivezetőinek ezüst fokozatát kapta.
Koporsójára a Kis-Tarpataki-völgy törpefenyőjéből készített keresztet tettek.